# Кінематограф Північної Америки
Кінематограф Північної Америки — цим терміном зазвичай позначають кіноіндустрію США та Канади.
Цей термін має швидше культурне значення, ніж географічне. Так кіноіндустрію Мексики та Куби, як правило, відносять до кінематографу Латинської Америки.